# Hermannia pauliani
Hermannia pauliani är en kvalsterart som först beskrevs av Balogh 1964.  Hermannia pauliani ingår i släktet Hermannia och familjen Hermanniidae. Inga underarter finns listade i Catalogue of Life.